# Koblenz

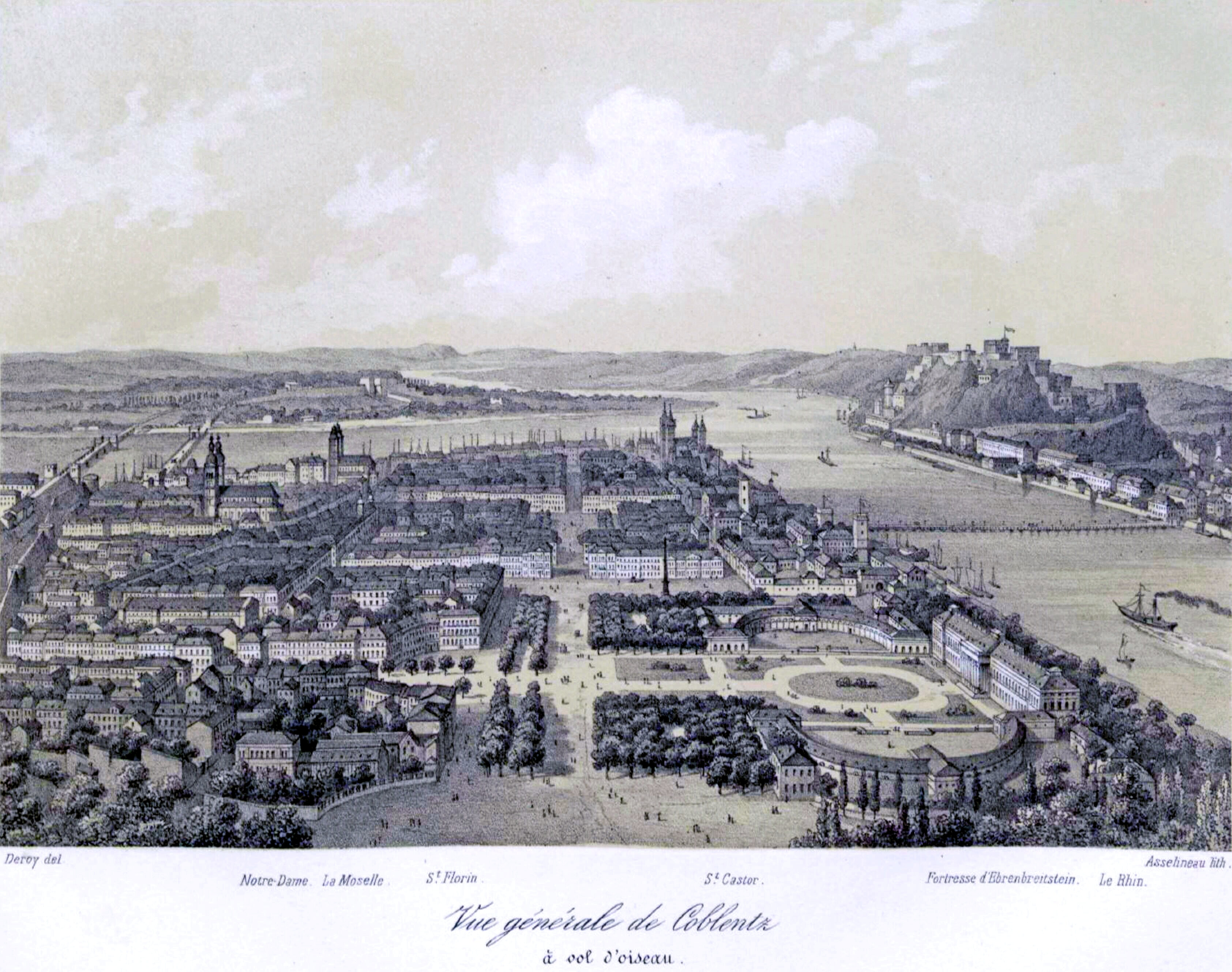
Koblenz 1850

Koblenzⓘ (dialectul regional Kowelenz) este un oraș în Germania, landul Renania-Palatinat, având o populație de 112.167 locuitori. Numele orașului vine din latinescul “Castellum apud Confluentes” (Castelul de la confluență), aici fiind locul de vărsare al râului Mosel în Rin, la Colțul german.

## Istoria
În noiembrie 2011 s-au descoperit în Rin (care avea nivelul apei foarte scăzut) în dreptul Koblenzului, două bombe nedetonate datând din timpul celui de al Doilea Război Mondial. Cea mare era o bombă aeriană britanică grea de 1,8 tone. Pentru a fi detonate au trebuit mai întîi să fie evacuați circa 45.000 de locuitori din oraș (inclusiv spitale, cămine de bătrâni și o închisoare). A fost cea mai amplă acțiune de evacuare din Germania postbelică de până atunci. Bombele au putut fi detonate la 4 decembrie de către specialiși conform planului, fără ca populația să sufere pagube.

## Personalități născute aici
- Klemens Wenzel von Metternich (1773 - 1859), om de stat austriac;
- Friedrich von Gärtner (1791 - 1847), arhitect german;
- Johannes Peter Müller (1801 - 1858), medic german;
- Karl Friedrich Mohr (1806 - 1879), chimist german;
- Max von Laue (1879 - 1960), fizician german, Premiul Nobel pentru Fizică;
- Anton Diffring (1918 - 1989), actor german;
- Nora Balling (n. 1964), fotomodel german;
- Peter Joppich (n. 1982), scrimer german.

## Orașe înfrățite
Koblenz este înfrățit cu:
- Haringey, Marea Britanie
- Maastricht, Olanda
- Nevers, Franța
- Norwich, Marea Britanie
- Novara, Italia
- Petah Tikva, Israel
- Varaždin, Croația
- Austin, Statele Unite ale Americii[4]